# Eunicea distans
Eunicea distans är en korallart som beskrevs av Duchassaing och Giovanni Michelotti 1860. Eunicea distans ingår i släktet Eunicea och familjen Plexauridae. Inga underarter finns listade i Catalogue of Life.